# Yamanaka (Familienname)
Yamanaka (jap. 山中) ist ein japanischer Familienname. Eine weniger verbreitete Variante ist 山仲.

## Herkunft und Bedeutung
Yamanaka ist ein Wohnstättenname und geht in der häufigsten Schreibweise auf die Bedeutung der Kanji 山 (dt. Berg) und 中 (dt. Mitte oder Zentrum) zurück; er bezeichnete also Personen die im Zentrum eines Berges wohnten.

## Namensträger
- Akiko Yamanaka (* 1945), japanische Politikerin
- Atsuki Yamanaka (* 2001), japanischer Fußballspieler
- Chihiro Yamanaka, japanische Jazzpianistin
- Keiichi Yamanaka (* 1947), japanischer Rechtswissenschaftler und Hochschullehrer
- Lois-Ann Yamanaka (* 1961), US-amerikanische Schriftstellerin
- Manabu Yamanaka (* 1959), japanischer Fotograf
- Miki Yamanaka (* um 1990), japanische Jazzmusikerin
- Noriko Yamanaka (* um 1941), japanische Tischtennisspielerin
- Reo Yamanaka (* 1999), japanischer Fußballspieler
- Ryōhei Yamanaka (* 1988), japanischer Rugby-Union-Spieler
- Ryōji Yamanaka (* 1983), japanischer Fußballspieler
- Ryōsuke Yamanaka (* 1993), japanischer Fußballspieler
- Ryūjirō Yamanaka (* 1995), japanischer Fußballspieler
- Ryusei Yamanaka (* 2001), japanischer Motorradrennfahrer
- Ryūya Yamanaka (* 1995), japanischer Boxer im Strohgewicht
- Yamanaka Sadanori (* 1921), japanischer Politiker
- Yamanaka Sadao (1909–1938), japanischer Filmdirektor
- Sawao Yamanaka (* 1968), japanischer Musiker
- Seikō Yamanaka (* 1989), japanischer Fußballspieler
- Yamanaka Shikanosuke (1545–1578), japanischer Krieger
- Shinsuke Yamanaka (* 1982), japanischer Profiboxer
- Shin’ya Yamanaka (* 1962), japanischer Stammzellenforscher
- Takeshi Yamanaka (* 1971), japanischer Eishockeyspieler und -trainer
- Tsuyoshi Yamanaka (1939–2017), japanischer Schwimmer
- Yoshiyuki Yamanaka, japanischer Jazzmusiker
- Yūji Yamanaka (* 1937), japanischer Biathlet
- Yuno Yamanaka (* 2000), japanische Leichtathletin